# Tusby prästgård
Tusby prästgård (finska: Tuusulan pappila) var tidigare bostad för kyrkoherden i Tusby i det finländska landskapet Nyland. Prästgården ägdes av Tusby församling fram till våren 2018, då fastigheten såldes till en privatperson.

## Historia och arkitektur
Huvudbyggnaden på Tusby prästgård, som är uppförd i timmer, blev färdigställd på 1820-talet. År 1936 uppfördes en arkivflygel i tegel, som även fungerade som pastorsexpedition. Arkivflyglar var ofta byggda av sten för att minimera risken för brand. Ekonomibyggnaden på gården är sannolikt äldre än huvudbyggnaden. I ekonomibyggnaden bodde människor som arbetade på prästgården.
Tusby prästgård har ett mansardtak och en sockel av natursten. En av de mest framträdande detaljerna i byggnaden är verandan i halvcirkelform. Tusby prästgård ingår i den skyddade kulturmiljön längs Tusby Strandväg.